# Coenobitidae
Coenobitidae es una familia de cangrejos ermitaños que únicamente incluye dos géneros:
- Birgus, el cangrejo de los cocoteros, Y
- Coenobita, un género de cangrejos ermitaños terrestres que habita fundamentalmente en los océanos Índico y Pacífico, si bien también se pueden encontrar representantes de este género en el Océano Atlántico y el Mar Rojo.

Son ampliamente conocidos por sus hábitos terrestres. El término cangrejo ermitaño terrestre (land hermit crab) generalmente se refiere a un miembro de la Coenobitidae.
Varias especies de Coenobita se venden comúnmente como animales domésticos. Una lista parcial de Coenobita incluye:
- Coenobita clypeatus: cangrejo ermitaño del Caribe, a veces llamado la "pinza púrpura" en el comercio de mascotas para los Estados Unidos.

- Coenobita compressus: cangrejo ermitaño ecuatoriano, a veces llamado "EE" o "E" en el comercio de mascotas.

- Coenobita brevimanus: cangrejo ermitaño de Indonesia, a menudo referido como "Indo" y "pinza púrpura de Indonesia" en los Estados Unidos el comercio de mascotas

- Coenobita rugosus: a menudo referido como "Ruggie" en el comercio de los Estados Unidos para mascotas.

- Coenobita cavipes: a veces llamado "Cav" en el comercio de los Estados Unidos para mascotas.

- Coenobita variabilis: cangrejo ermitaño terrestre de Australia, a veces llamado "cangrejo loco" en Australia.

- Coenobita perlatus: cangrejo ermitaño terrestre fresa.

- Coenobita purpureus: "cangrejo ermitaño terrestre arándano", o simplemente Blueberry, para abreviar.

- Coenobita violascens: "cangrejo ermitaño terrestre crepúsculo" o "Viola".